# María Justa de Jesús
Suor María Justa de Jesús (La Victoria de Acentejo, 6 gennaio 1667 – La Orotava, 1723) è stata una religiosa e mistica spagnola.

## Biografia
Nacque a La Victoria de Acentejo, sull'isola di Tenerife (Isole Canarie). Secondo la tradizione le vengono riconosciuti grandi miracoli, ma le sue attività sono state oggetto di numerose controversie. Secondo le cronache del tempo fu processata dall'Inquisizione spagnola e accusata di frode, e perfino di stregoneria. E anche stata accusata di praticare il pensiero teologico del molinismo.
Tuttavia, il frate domenicano José Herrera ha affermato che tra le sue capacità miracolistiche vi fosse la capacità di restituire la vista ai ciechi, l'udito ai sordi, la parola ai muti, guarire gli zoppi, i paralizzati, guarire da ogni tipo di malattie, ed espellere i demoni.
La mistica ha avuto molti detrattori che l'hanno accusata di frode, ma anche molti sostenitori che hanno creduto nella sua santità. Dopo la sua morte, l'Ordine Francescano delle isole Canarie ha aperto un processo di canonizzazione che ha suscitato tali controversie e critiche che alla fine è stato bloccato. il suo caso venne collegato al fenomeno degli "Alumbrados" o Illuminati, per cui giudicato eretico.